# استیو وانگ
استیو وانگ (به انگلیسی: Steve Wang) چهره‌پرداز و فیلمساز آمریکایی متولد تایوان است.

## گزیده آثار کارگردانی
- گایور (۱۹۹۱)
- گایور: قهرمان تاریکی (۱۹۹۴)
- راندن (۱۹۹۷)

## زندگی‌نامه
او و پدر و مادرش در تایوان متولد شدند، از سن ۹ سالگی به آمریکا نقل مکان کردند. بزرگترین الهام بخش او بود توکوساتسو ابرقهرمان تلویزیونی و کامن رایدر، و همچنین فیلم هایکونگ فو از جمله استاد از گیوتین بود
استیو به عنوان یک پیشکسوت گریم و طراح صحنه، که پیش از او با پیشکسوتانی از جمله استن وینستون، ریک بیکر و دیک اسمیت کار کرده بود.